# Енгельгольм (комуна)
Комуна Енгельгольм (швед. Ängelholms kommun) — адміністративно-територіальна одиниця місцевого самоврядування, що розташована в лені Сконе у південній Швеції.
Енгельгольм 207-а за величиною території комуна Швеції. Адміністративний центр комуни — місто Енгельгольм.

## Населення
Населення становить 39 726 чоловік (станом на вересень 2012 року). 
| Кількість населення комуни Енгельгольм за 1970-2010 роки | Кількість населення комуни Енгельгольм за 1970-2010 роки | Кількість населення комуни Енгельгольм за 1970-2010 роки | Кількість населення комуни Енгельгольм за 1970-2010 роки | Кількість населення комуни Енгельгольм за 1970-2010 роки |
| -------------------------------------------------------- | -------------------------------------------------------- | -------------------------------------------------------- | -------------------------------------------------------- | -------------------------------------------------------- |
| Рік                                                      |                                                          |                                                          | Населення                                                |                                                          |
| 1970                                                     | 1970                                                     |                                                          | 26 009                                                   | 26 009                                                   |
| 1975                                                     | 1975                                                     |                                                          | 28 173                                                   | 28 173                                                   |
| 1980                                                     | 1980                                                     |                                                          | 29 813                                                   | 29 813                                                   |
| 1985                                                     | 1985                                                     |                                                          | 31 477                                                   | 31 477                                                   |
| 1990                                                     | 1990                                                     |                                                          | 34 149                                                   | 34 149                                                   |
| 1995                                                     | 1995                                                     |                                                          | 36 491                                                   | 36 491                                                   |
| 2000                                                     | 2000                                                     |                                                          | 37 312                                                   | 37 312                                                   |
| 2005                                                     | 2005                                                     |                                                          | 38 347                                                   | 38 347                                                   |
| 2010                                                     | 2010                                                     |                                                          | 39 394                                                   | 39 394                                                   |
| Джерело: SCB                                             |                                                          |                                                          |                                                          |                                                          |

## Населені пункти
Комуні підпорядковано 9 міських поселень (tätort) та низка сільських, більші з яких:
- Енгельгольм (Ängelholm)
- Мунка-Юнґбю (Munka-Ljungby)
- Вейбістранд (Vejbystrand)
- Стревельсторп (Strövelstorp)
- Єрнарп (Hjärnarp)
- Шеппаркрокен (Skepparkroken)
- Свенсторп (Svenstorp)

## Міста побратими
Комуна підтримує побратимські контакти з такими муніципалітетами:
- Маанінка, Фінляндія
- Гее-Тоструп, Данія
- Камен, Німеччина
- Добеле, Латвія

## Галерея

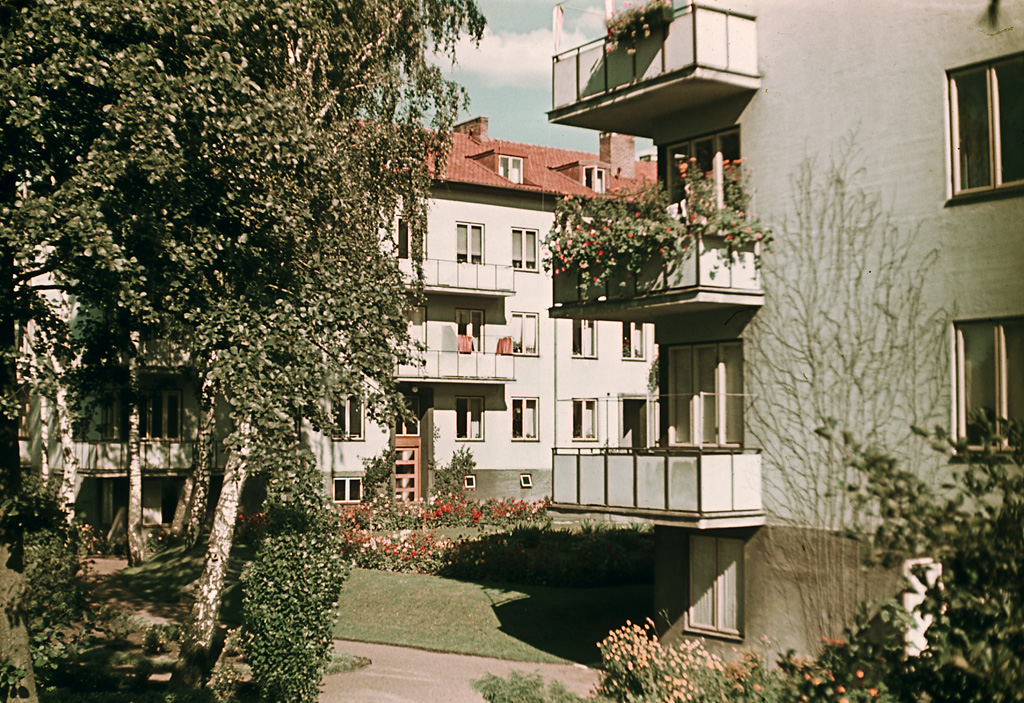
Енгельгольм
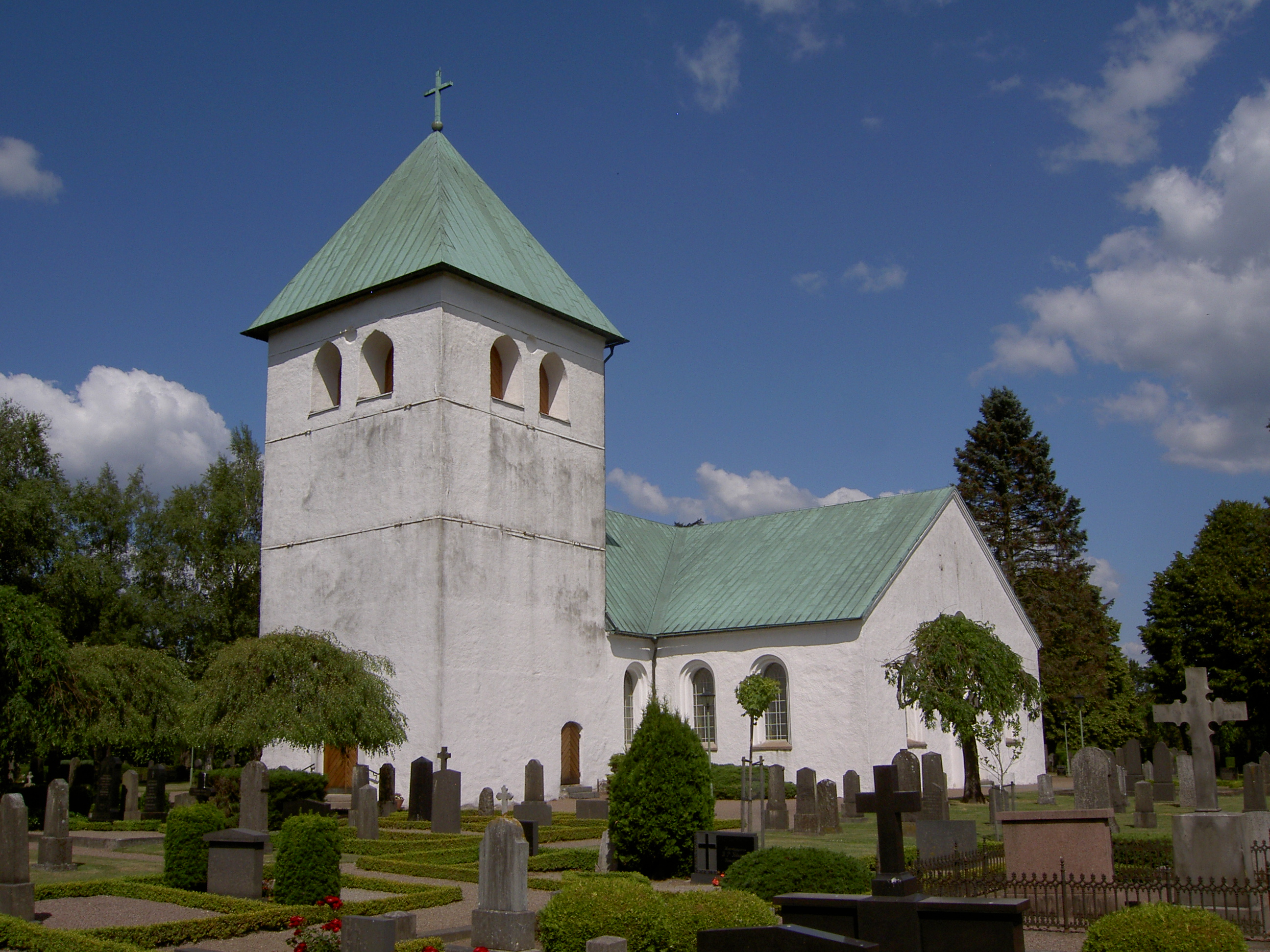
Церква (Мунка-Юнґбю)
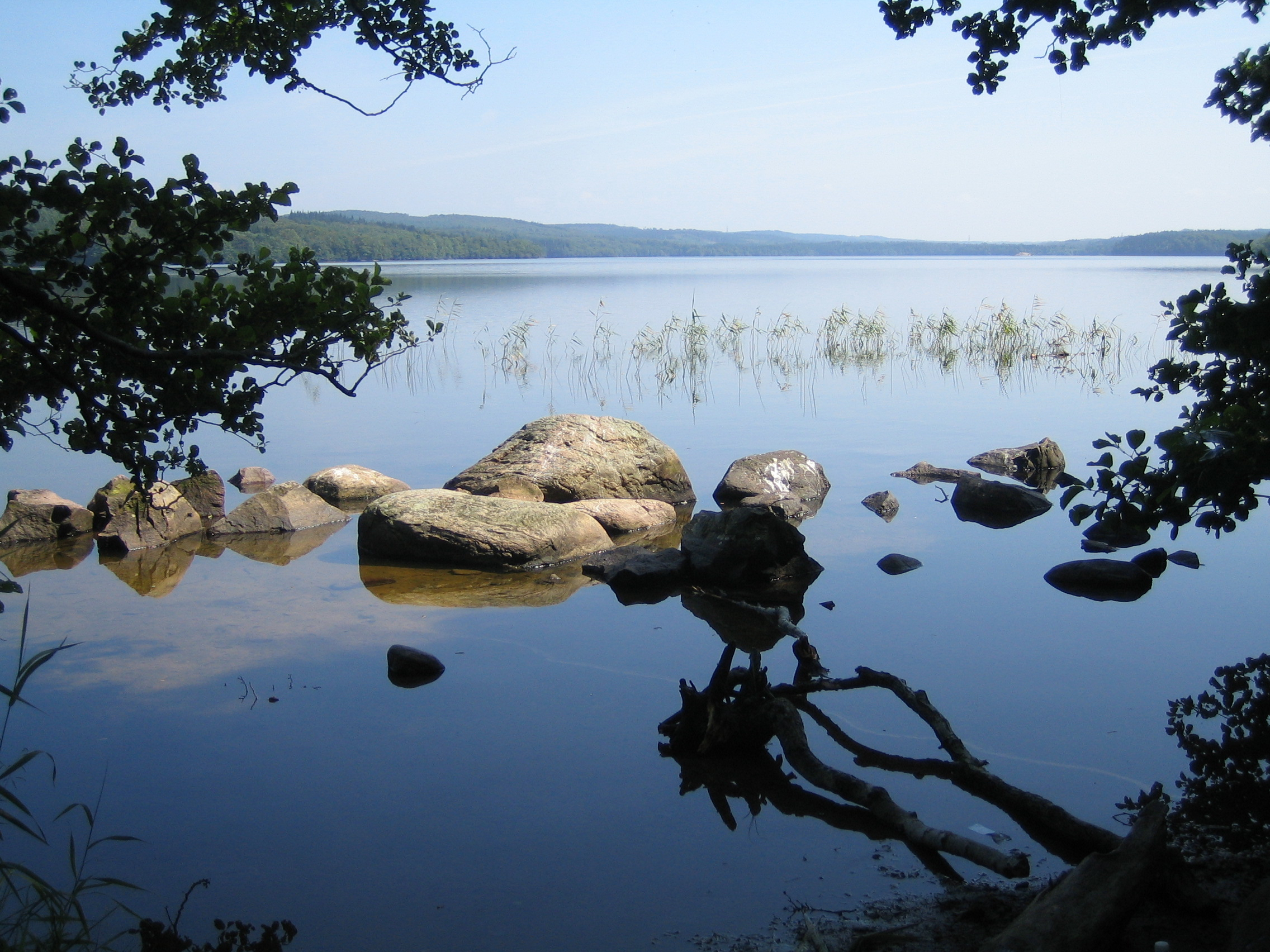
Озеро Ресшен
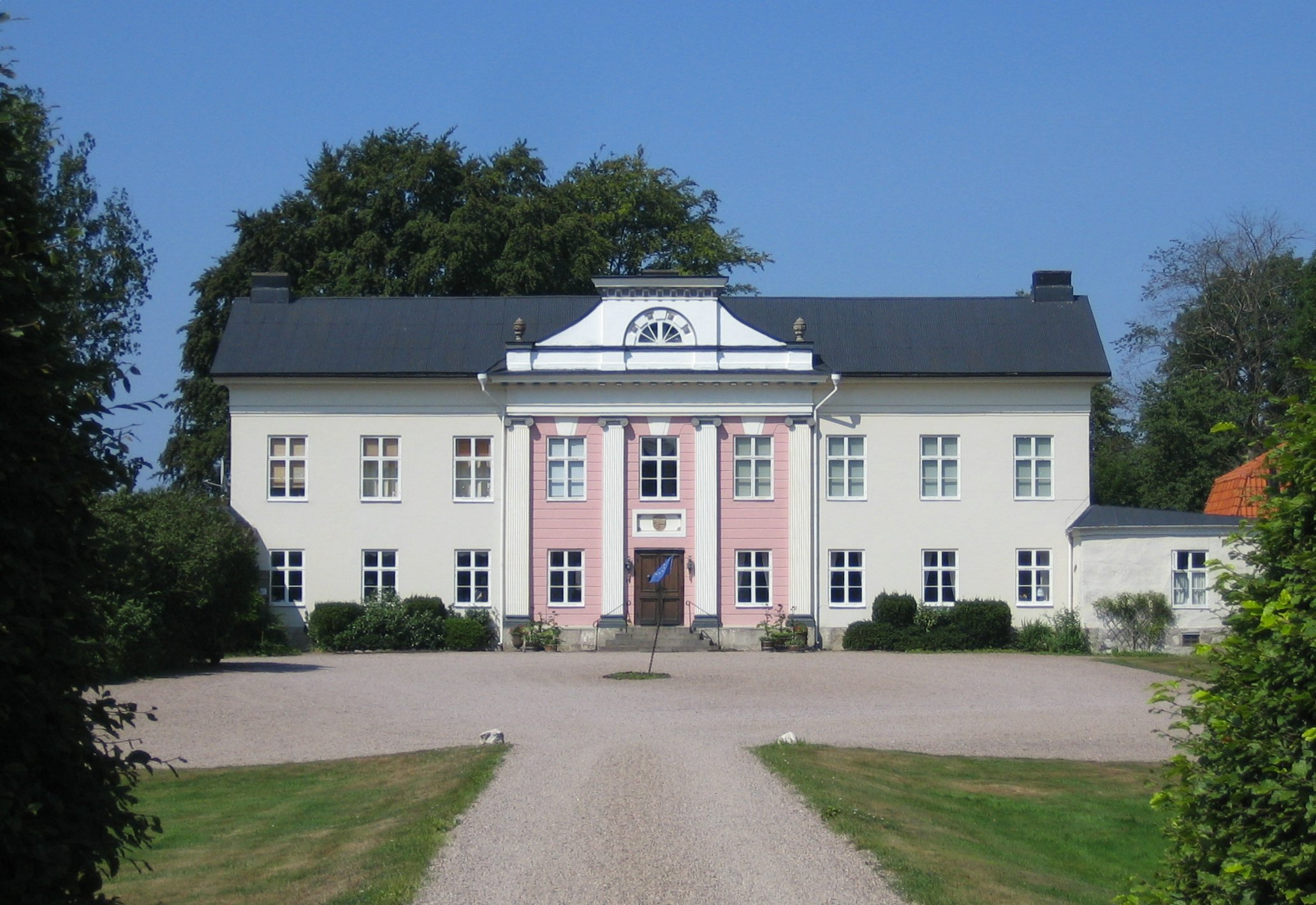
Замок Есше

## Виноски
1. ↑  Folkmangd i riket, lan och kommuner (шв.) . Центральне бюро статистики Швеції. Архів оригіналу за 20 серпня 2013. Процитовано 19 лютого 2013.